# Molchreuse

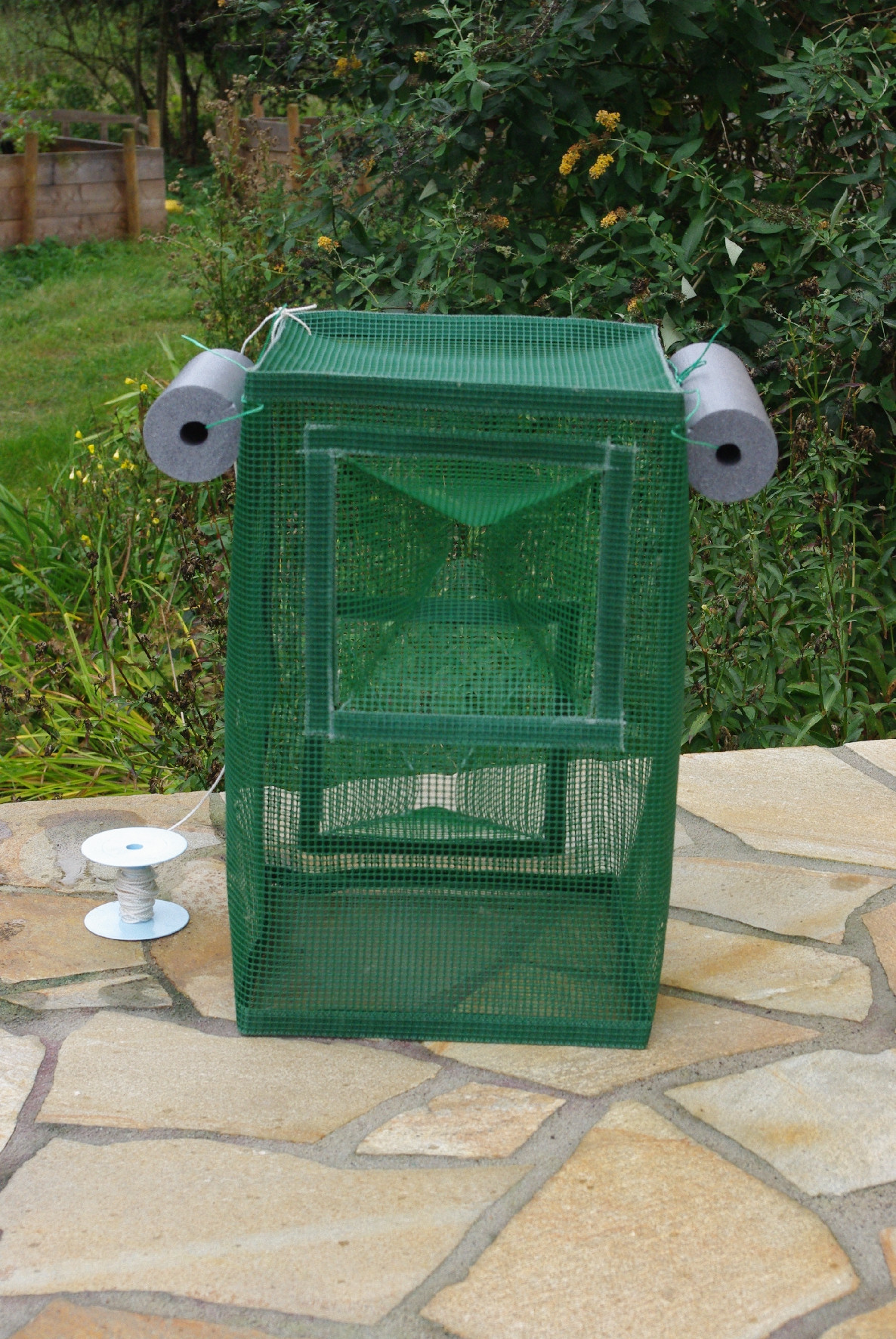
Molchreuse

Als Molchreusen werden aquatisch einzusetzende Fanggeräte (Reusen) bezeichnet, die vor allem zum Nachweis von Amphibien im Rahmen feldherpetologischer Untersuchungen (Kartierungen) zum Einsatz kommen. Nach vielen Versuchen und vorgestellten Prototypen hat sich ein Reusentyp durchgesetzt, der nach dem Prinzip einer Schwimmreuse arbeitet, so dass sichergestellt ist, dass im oberen Teil der Reusenkammer genügend Platz zum Atmen vorhanden ist. Beim Einsatz von Molchreusen kann weitgehend auf das Abkeschern von Gewässern, was meistens mit einer gravierenden Störung der submersen Vegetation einhergeht, verzichtet werden.

## Funktion
Die am weitesten verbreitete Reuse nach dem Baumuster HENF, deren Funktion hier beispielhaft beschrieben wird, besteht aus einem selbsttragenden Kunststoffgitterkäfig an dem zwei Schwimmer (Pontons) angebracht sind. Die Pontons sind so montiert, dass der obere Bereich der Reuse immer aus dem Wasser herausragt. Auf diese Weise ist gewährleistet, dass gefangene Lungenatmer (z. B. Molche) zum Luftholen an die Wasseroberfläche gelangen können. Bei der hier dargestellten Reuse ist es aufgrund ihrer Dimensionierung (30 × 30 × 50 cm) möglich, sowohl tiefere (>50 cm), als auch flachere (um 30 cm) Gewässer zu beproben.
Molchreusen arbeiten wie „Bewegungsmelder“ im Wasser. In Abhängigkeit von der Wassertemperatur entwickeln Amphibien unterschiedlich große Bewegungsaktivitäten. Je wärmer das Wasser ist, umso aktiver sind Amphibien; umso häufiger müssen sie wegen des gestiegenen Stoffwechsels an die Wasseroberfläche zum Atmen. Dabei stoßen sie zufällig auf den Reusenkäfig. Bei Reusen, die aus Gittermaterialien bestehen, halten sich die Molche an den Gittermaschen fest und wandern auf der Außenseite des Käfigs umher. Einige geraten dabei eher zufällig über die Reusentrichter in den Reuseninnenraum und werden gefangen. Den Umstand, dass Molche zum Auftauchen an die Wasseroberfläche schwimmen, machen sich sogenannte Auftauchreusen zu Nutzen. Auftauchreusen besitzen auf der Unterseite einen (zusätzlichen) Reusenzugang.
Versuche mit „Lichtbeköderung“ haben nicht zu signifikant höheren Fangquoten geführt. Ein Ansteigen der Quote konnte jedoch bei Fischen beobachtet werden. Die Fängigkeit von Molchreusen ist abhängig von der Sperrwirkung und der Trichterkonstruktion. Große Reusen mit großen Trichteröffnungen sind fängiger als kleine Reusen, auch wenn die Trichteröffnung den gesamten Durchmesser der Reuse einnimmt.
Vor Reusen, die völlig untergetaucht zur Erfassung von Amphibien eingesetzt werden, warnen einige Autoren. Auch vor dem Einsatz von Flaschenreusen wird gewarnt, da dieser zum massenweisen Verenden von Molchen führen kann.

## Fangspektrum
Neben der eigentlichen Zielartengruppe, den Molchen und ihren Larven werden regelmäßig auch andere Wasserorganismen gefangen. Dazu gehören alle Arten von Froschlurchen (Anura), Ringelnattern (Natrix natrix), Libellenlarven, Schwimmkäfer und deren Larven, Ruderwanzen, (Klein-)Fische etc.
Die Niederländische Universität Utrecht nutzte Molchreusen für den Nachweis von Schlammpeitzgern (Misgurnus fossilis).

## Vergleichende Untersuchungen
Einige vergleichende Untersuchungen zur Fängigkeit und Funktionalität von Molchreusen oder umfunktionierter Fischreusen liegen vor. So berichtet M. Krappe von einem Feldversuch in Mecklenburg-Vorpommern, in dessen Verlauf zwei handelsübliche Reusentypen untersucht wurden und hinsichtlich der Fängigkeit Vorteile bei der speziell für den Molchfang konstruierten Reuse lagen. 

## Rechtliche Grundlagen
Dem gezielten Einsatz von Molchreusen sind in Deutschland enge gesetzliche Grenzen gesetzt. Da es sich bei der Zielgruppe der Amphibien um nach BNatSchG bzw. BArtSchV um „besonders geschützte“ oder „streng geschützte“ Arten handelt, ist vor dem Einsatz von Molchreusen jeweils eine Ausnahmegenehmigung der zuständigen Naturschutzbehörde einzuholen.